# Circondario di Brisgovia-Alta Foresta Nera
Il circondario di Brisgovia-Alta Foresta Nera (in tedesco Landkreis Breisgau-Hochschwarzwald) è uno dei circondari del Land del Baden-Württemberg.
Fanno parte del circondario 50 città e comuni. Il circondario fa parte della regione Alto Reno meridionale e del distretto governativo di Friburgo in Brisgovia.
Confina a nord con il circondario di Emmendingen, a est con il circondario della Foresta Nera-Baar, a sud-est con il circondario di Waldshut e a sud est con il circondario di Lörrach. Il Reno separa il circondario dall'Alsazia (Francia) e in particolare dal dipartimento francese di Haut-Rhin.
La sede amministrativa è Friburgo in Brisgovia che pur essendo situata nel centro del circondario non ne fa parte. Sedi secondarie si trovano a Müllheim e a Titisee-Neustadt.

## Storia
Il circondario è stato costituito nel 1973 dalla fusione del circondario di Friburgo e di gran parte dei dissolti circondari dell'Alta Foresta Nera e di Müllheim.

## Lo stemma
Nella scelta dello stemma del Landkreis costituito in seguito alla riforma amministrativa del 1973, fu scelto di mantenere da una parte i simboli della provincia asburgica dell'Austria Anteriore e dall'altra quelli del Margraviato del Baden, l'aquila posta nel mezzo dello stemma ricorda Breisach, l'antica capitale della Brisgovia ma anche il simbolo dei duchi di Zähringen.

## Città e comuni
(Abitanti il 31 dicembre 2022)
| Città 1. Bad Krozingen (21 684) 2. Breisach am Rhein (15 793) 3. Heitersheim (6 465) 4. Löffingen (7 744) 5. Müllheim (19 463) 6. Neuenburg am Rhein (12 482) 7. Staufen im Breisgau (8 503) 8. Sulzburg (2 781) 9. Titisee-Neustadt (12 390) 10. Vogtsburg im Kaiserstuhl (6 242) | 1. Au (1 491) 2. Auggen (2 836) 3. Badenweiler (4 574) 4. Ballrechten-Dottingen (2 466) 5. Bollschweil (2 277) 6. Bötzingen (5 506) 7. Breitnau (1 736) 8. Buchenbach (3 114) 9. Buggingen (4 448) 10. Ebringen (2 914) 11. Ehrenkirchen (7 758) 12. Eichstetten am Kaiserstuhl (3 721) 13. Eisenbach (Hochschwarzwald) (2 184) 14. Eschbach (2 519) 15. Feldberg (1 921) 16. Friedenweiler (2 074) 17. Glottertal (3 269) 18. Gottenheim (3 070) 19. Gundelfingen (11 977) 20. Hartheim am Rhein (4 937) 21. Heuweiler (1 164) 22. Hinterzarten (2 702) 23. Horben (1 207) 24. Ihringen (6 266) 25. Kirchzarten (10 252) 26. Lenzkirch (5 138) 27. March (9 342) 28. Merdingen (2 585) 29. Merzhausen (5 347) 30. Münstertal/Schwarzwald (5 136) 31. Oberried (2 886) 32. Pfaffenweiler (2 594) 33. Schallstadt (6 499) 34. Schluchsee (2 559) 35. Sölden (1 281) 36. St. Märgen (1 902) 37. Sankt Peter (2 721) 38. Stegen (4 564) 39. Umkirch (5 954) 40. Wittnau (1 510) |